# تقلب سطوع السطح

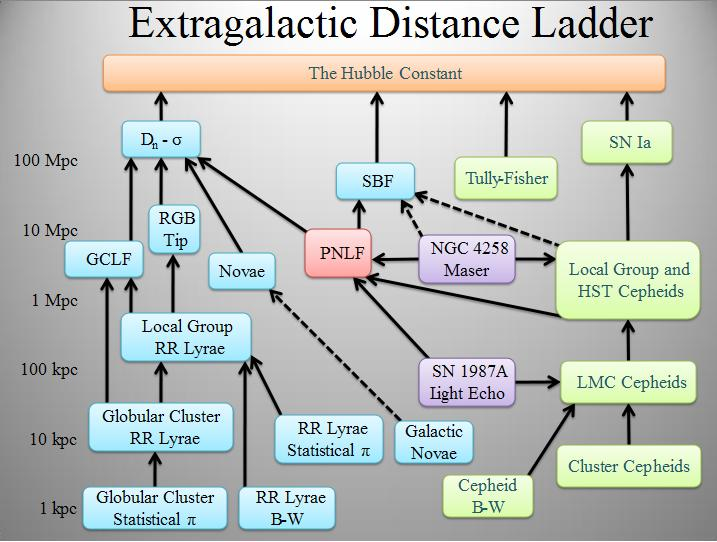
- الصناديق الخضراء: تقنية تطبق بمعرفة المتغيرات القيفاوية وتشكل وتطور المجرات.
- الصناديق الزرقاء: تقنية تطبق لتحديد معدنية المجرات.
- الصناديق الأرجوانية: تقنية القياسات الضوئية الهندسية.
- الصندوق الأحمر: تقنية دور سطوع سديم كوكبي ، وتطبق على جميع التجمعات في عنقود مجرات العذراء العظيم.
- الخطوط السوداء: خطوة سلّمية معايرة بدقة.
- الخطوط المتقطعة: خطوة سلّمية دقة معايرتها غير مؤكدة.

في علم الفلك الفيزيائي تقلب سطوع السطح (بالإنجليزية: Surface brightness fluctuation)‏ هو مؤشر ووسيلة ثانوية لتقدير المسافات إلى المجرات  وعناقيد النجوم الكروية ويحتل مكانا هاما على سلم المسافات خارج المجرة.هذة الطريقة مفيدة في حدود 100 مليون فرسخ فلكي.تقلب سطوع السطح هو شمعة معيارة تستخدم في النجوم القديمة (جمهرة النجوم الثانية).

## الأسلوب
تقيس الطريقة التباين في التوزع العشوائي لضوء المجرة الناتج عن التقلبات في أعداد ولمعان النجوم الفردية لكل عنصر مستبان.ويستند هذا الأسلوب إلى حقيقة أن اتساع تقلبات السطوع السطحي في النظم النجمية يتناقص مع زيادة المسافة وحقيقة أن المجرات تتكون من عدد متناهي من النجوم. عدد النجوم في أي رقعة صغيرة من المجرة سوف يختلف من نقطة إلى أخرى، مما يخلق تذبذب يشبه الضوضاء في السطوع السطحي. في حين أن النجوم المختلفة الموجودة في مجرة تغطي نطاق هائل من اللمعان، ويمكن وصف تقلب سطوع السطح بأنه متوسط السطوع.
أول قياس لتقلبات سطوع السطح قام بة تونري جون وشنايدر دونالد (1988)، واصفين طريقة يمكن من خلالها قياس التقلبات كميا. التي يمكن من خلالها إجراء قياس مباشر نسبيا لتحديد المسافات خارج المجرة لتحديد المسافات الدقيقة للمجرات الإهليلجية والقزمة إلى حوالي 20 مليون فرسخ فلكي. وتعتمد الطريقة على قياس تقلبات اللمعان التي تنشأ عن النجوم التي تسهم في تدفق كل بكسل من إشارة عالية الضوضاء لصورة مجرة باستخدام مجس سي سي دي.